# Gauthier Le Cornu
Gauthier Cornu (ou Le Cornu), mort le 20 avril  1241, est un prélat français du XIIIe siècle.

## Biographie
Il est fils de Simon Ier Le Cornu, seigneur de Villeneuve-la-Cornue, de La Chapelle Rablais et de Fontenailles-en-Brie (vers 1172 près de Montereau en Seine et Marne) et d'Élisabeth Clément, fille de Robert III Clément, ministre et régent sous le roi Philippe II Auguste.
Gauthier est frère de Gilles ou Gilon 1er, archevêque de Sens, et de Robert, évêque de Nevers.
Gauthier Le Cornu est docteur en droit, membre du chapitre de Notre-Dame de Paris, chapelain et aumônier des rois Philippe II Auguste et Louis VIII. Il devient par la suite conseiller de Saint Louis. Le roi le propose pour être évêque de Paris mais il est élu archevêque de Sens en 1223 sous le nom de Gauthier III. Il fait bâtir le palais archiépiscopal de Sens.
Le 27 mai 1234, après avoir mené les négociations, il célèbre la bénédiction nuptiale au mariage du roi Louis IX de France et de Marguerite de Provence en la cathédrale de Sens.
En 1239, Louis IX, Gauthier le Cornu et Robert d'Artois accueillent la susception de la Couronne d'épines venant de Constantinople et destinée à la Sainte-Chapelle à Paris en passant par Villeneuve-l'Archevêque, par l'abbaye de Saint-Pierre-le-Vif et Sens.
Les armoiries, ici à droite, ne sont pas celles de l'archevêque Gauthier III. Elles appartiennent à la famille Le Cornu de la Courbe de Brée (Mayenne), dont un membre fut évêque de Saintes 1576/1577 (peut-être des cousins lointains ?). Gauthier Cornu portait : De gueules à l'orle d'argent. Son frère Gilon 1er porte : D'argent à la bande de gueules, ainsi que leurs neveux Henri et Gilon II Cornu devenus archevêques de Sens. Les armoiries de leur famille, les seigneurs de Villeneuve La Cornue, sont : De vair plain, comme on peut le voir aujourd'hui dans l'église Appolinaire du village de Salins en Seine-et-Marne (ex. Villeneuve La Cornue) sur la pierre tumulaire de Pierre Le Cornu, seigneur chevalier décédé en 1276.